# 假尖嘴薹草
假尖嘴薹草（学名：Carex laevissima）为莎草科薹草属的植物。分布于朝鲜、俄罗斯、日本以及中国大陆的内蒙古、辽宁、吉林、黑龙江等地，生长于海拔500米至1,800米的地区，一般生长在草甸以及林缘，目前尚未由人工引种栽培。